# Gary Oldman
Sir Gary Leonard Oldman (London, 1958. március 21. –) Oscar- és Golden Globe-díjas angol színész, író, filmrendező, producer és alkalmi zenész.

## Élete és pályafutása
Színészi diplomáját 1979-ben szerezte a Rose Bruford Drama College ösztöndíjasként. Számos színpadi szerepet játszott, 1985-ben a Brit Színházi Szövetség az év színészének is választotta.
Első filmszerepét 1982-ben kapta, de az áttörést az 1986-os Sid és Nancy hozta meg számára, amelyben a Sex Pistols öntörvényű basszusgitárosát, Sid Vicioust személyesítette meg. Ettől kezdve főként különös, excentrikus figurákat játszott: volt Drakula, Ludwig van Beethoven, Lee Harvey Oswald, Poncius Pilátus, sőt az ördög is.
Híressé vált arról, hogy nagyszerűen vált a különböző akcentusok között és hogy nagyon hihetően játssza el a pszichotikus vagy őrült személyeket.

## Magánélete
Többször nősült: Lesley Manville 1987–1990, Uma Thurman 1990–1992, Donya Fiorentino 1997–2001, Alexandra Edenborough énekesnő 2008-2015 között volt a felesége. Következő párja Gisele Schmidt 2017-től.

## Filmográfia

### Film

#### Rendező, író és producer
| Év   | Magyar cím       | Eredeti cím         | Feladatkör | Feladatkör | Feladatkör |
| Év   | Magyar cím       | Eredeti cím         | Rendező    | Író        | Producer   |
| ---- | ---------------- | ------------------- | ---------- | ---------- | ---------- |
| 1997 | Éhkoppon         | Nil by Mouth        | Igen       | Igen       | Igen       |
| 1999 | Doktor zsiványok | Plunkett & Macleane | Nem        | Nem        | Vezető     |
| 2000 | A manipulátor    | The Contender       | Nem        | Nem        | Vezető     |
| 2001 |                  | Nobody's Baby       | Nem        | Nem        | Igen       |
| 2021 | Válság           | Crisis              | Nem        | Nem        | Vezető     |

#### Színész
| Év   | Magyar cím                          | Eredeti cím                                   | Szerep                            | Magyar hang                  | Rendező                |
| ---- | ----------------------------------- | --------------------------------------------- | --------------------------------- | ---------------------------- | ---------------------- |
| 1982 |                                     | Remembrance                                   | Daniel                            |                              | Colin Gregg (1.)       |
| 1986 | Sid és Nancy                        | Sid and Nancy                                 | Sid Vicious                       | Bozsó Péter                  | Alex Cox               |
| 1987 | Hegyezd a füled!                    | Prick Up Your Ears                            | Joe Orton                         | Rajkai Zoltán                | Stephen Frears         |
| 1988 | 29-es vágány                        | Track 29                                      | Martin                            | Bolba Tamás                  | Nicolas Roeg           |
| 1988 | 29-es vágány                        | Track 29                                      | Martin                            | Kassai Károly                | Nicolas Roeg           |
| 1988 | Nagyra becsülünk                    | We Think the World of You                     | Johnny                            |                              | Colin Gregg (2.)       |
| 1988 | Gyilkos törvény                     | Criminal Law                                  | Ben Chase                         | Lux Ádám                     | Martin Campbell        |
| 1988 | Gyilkos törvény                     | Criminal Law                                  | Ben Chase                         | Breyer Zoltán                | Martin Campbell        |
| 1989 | A téboly börtöne                    | Chattahoochee                                 | Emmett Foley                      | Schnell Ádám                 | Mick Jackson           |
| 1989 | A téboly börtöne                    | Chattahoochee                                 | Emmett Foley                      | Stohl András                 | Mick Jackson           |
| 1989 | A téboly börtöne                    | Chattahoochee                                 | Emmett Foley                      | Vári Attila                  | Mick Jackson           |
| 1990 | Rosencrantz és Guildenstern halott  | Rosencrantz & Guildenstern Are Dead           | Rosencrantz                       | Selmeczi Roland              | Tom Stoppard           |
| 1990 | A pokol konyhája                    | State of Grace                                | Jackie Flannery                   | Epres Attila (1-2. szinkron) | Phil Joanou            |
| 1990 | A pokol konyhája                    | State of Grace                                | Jackie Flannery                   | Stohl András (3. szinkron)   | Phil Joanou            |
| 1990 | Henry és June                       | Henry & June                                  | Pop                               |                              | Philip Kaufman         |
| 1991 | JFK – A nyitott dosszié             | JFK                                           | Lee Harvey Oswald                 | Kaszás Attila                | Oliver Stone           |
| 1992 | Drakula                             | Bram Stoker's Dracula                         | Drakula gróf                      | Balázsi Gyula                | Francis Ford Coppola   |
| 1993 | Tiszta románc                       | True Romance                                  | Drexl Spivey                      | Kálid Artúr                  | Tony Scott (1.)        |
| 1993 | Tiszta románc                       | True Romance                                  | Drexl Spivey                      | Kálloy Molnár Péter          | Tony Scott (1.)        |
| 1993 | Rómeó vérzik                        | Romeo Is Bleeding                             | Jack Grimaldi                     | László Zsolt                 | Peter Medak            |
| 1994 | Léon, a profi                       | Léon: The Professional                        | Norman Stansfield                 | Háda János                   | Luc Besson (1.)        |
| 1994 | Halhatatlan kedves                  | Immortal Beloved                              | Ludwig van Beethoven              | Rubold Ödön                  | Bernard Rose           |
| 1994 | Halhatatlan kedves                  | Immortal Beloved                              | Ludwig van Beethoven              | Nagy Sándor                  | Bernard Rose           |
| 1995 | Az őrület fészke                    | Murder in the First                           | Milton Glenn                      | Háda János                   | Marc Rocco             |
| 1995 | A skarlát betű                      | The Scarlet Letter                            | Arthur Dimmesdale tiszteletes     | Selmeczi Roland              | Roland Joffé           |
| 1996 | A graffiti királya                  | Basquiat                                      | Albert Milo                       | Rosta Sándor                 | Julian Schnabel        |
| 1997 | Az ötödik elem                      | The Fifth Element                             | Jean-Baptiste Emmanuel Zorg       | Gálffi László                | Luc Besson (2.)        |
| 1997 | Az elnök különgépe                  | Air Force One                                 | Ivan Korshunov                    | Kálloy Molnár Péter          | Wolfgang Petersen      |
| 1998 | Lost in Space – Elveszve az űrben   | Lost in Space                                 | Dr. Zachary Smith                 | Szakácsi Sándor              | Stephen Hopkins        |
| 1998 | A bűvös kard – Camelot nyomában     | Quest for Camelot                             | Sir Ruber (hangja)                | Vass Gábor                   | Frederik Du Chau       |
| 1998 | A bűvös kard – Camelot nyomában     | Quest for Camelot                             | Sir Ruber (hangja)                | Gyurity István               | Frederik Du Chau       |
| 2000 | A manipulátor                       | The Contender                                 | Sheldon "Shelly" Runyon képviselő | Epres Attila                 | Rod Lurie              |
| 2001 |                                     | Nobody's Baby                                 | Buford Hill                       |                              | David Seltzer          |
| 2001 | Hannibal                            | Hannibal                                      | Mason Verger                      | Szacsvay László              | Ridley Scott           |
| 2002 | Úttalan út                          | Interstate 60                                 | O. W. Grant                       | Epres Attila                 | Bob Gale               |
| 2002 |                                     | The Hire: Beat the Devil (rövidfilm)          | Az ördög                          |                              | Tony Scott (2.)        |
| 2003 | Kisördögök                          | Tiptoes                                       | Rolfe                             | Bognár Zsolt                 | Matthew Bright         |
| 2003 | Bűn                                 | Sin                                           | Charlie Strom                     | Epres Attila                 | Michael Stevens        |
| 2004 |                                     | Who's Kyle? (rövidfilm)                       | Scouse                            |                              | Gerald Emerick         |
| 2004 | Harry Potter és az azkabani fogoly  | Harry Potter and the Prisoner of Azkaban      | Sirius Black                      | Széles Tamás                 | Alfonso Cuarón         |
| 2005 | Harry Potter és a Tűz Serlege       | Harry Potter and the Goblet of Fire           | Sirius Black                      | Széles Tamás                 | Mike Newell            |
| 2005 | Batman: Kezdődik!                   | Batman Begins                                 | James Gordon                      | Kaszás Attila                | Christopher Nolan (1.) |
| 2005 | Döglött hal                         | Dead Fish                                     | Lynch                             | Balkay Géza                  | Charley Stadler        |
| 2006 |                                     | The Backwoods                                 | Paul                              |                              | Koldo Serra            |
| 2007 | Harry Potter és a Főnix Rendje      | Harry Potter and the Order of the Phoenix     | Sirius Black                      | Széles Tamás                 | David Yates (1.)       |
| 2008 | A sötét lovag                       | The Dark Knight                               | James Gordon                      | Epres Attila                 | Christopher Nolan (2.) |
| 2009 | A túlvilág szülötte                 | The Unborn                                    | Joseph Sendak rabbi               | Rosta Sándor                 | David S. Goyer         |
| 2009 |                                     | Rain Fall                                     | William Holtzer                   |                              | Max Mannix             |
| 2009 | Karácsonyi ének                     | A Christmas Carol                             | Pici Tim (hangja)                 |                              | Robert Zemeckis        |
| 2009 | Karácsonyi ének                     | A Christmas Carol                             | Bob Cratchit (hangja)             | Háda János                   | Robert Zemeckis        |
| 2009 | Karácsonyi ének                     | A Christmas Carol                             | Jacob Marley (hangja)             | Reviczky Gábor               | Robert Zemeckis        |
| 2009 | 51-es bolygó                        | Planet 51                                     | Grawl tábornok (hangja)           | Vass Gábor                   | Jorge Blanco           |
| 2009 | 51-es bolygó                        | Planet 51                                     | Grawl tábornok (hangja)           | Vass Gábor                   | Javier Abad            |
| 2009 | 51-es bolygó                        | Planet 51                                     | Grawl tábornok (hangja)           | Vass Gábor                   | Marcos Martínez        |
| 2010 | Éli könyve                          | The Book of Eli                               | Carnegie                          | Epres Attila                 | Albert és Allen Hughes |
| 2010 | Visszaszámlálás (dokumentumfilm)    | Countdown to Zero                             | narrátor (hangja)                 |                              | Lucy Walker            |
| 2010 | Egy este Torinóban (dokumentumfilm) | One Night in Turin                            | narrátor (hangja)                 |                              | James Erskine          |
| 2011 | A lány és a farkas                  | Red Riding Hood                               | Solomon atya                      | Epres Attila                 | Catherine Hardwicke    |
| 2011 | Kung Fu Panda 2.                    | Kung Fu Panda 2                               | Lord Shen (hangja)                | Rajkai Zoltán                | Jennifer Yuh           |
| 2011 | Harry Potter és a Halál ereklyéi 2. | Harry Potter and the Deathly Hallows – Part 2 | Sirius Black (cameo)              | Széles Tamás                 | David Yates (2.)       |
| 2011 | Suszter, szabó, baka, kém           | Tinker Tailor Soldier Spy                     | George Smiley                     | Hegedűs D. Géza              | Tomas Alfredson        |
| 2011 | Csajok, puskák és a Király          | Guns, Girls and Gambling                      | Elvis                             | Háda János                   | Michael Winnick        |
| 2012 | A sötét lovag – Felemelkedés        | The Dark Knight Rises                         | James Gordon                      | Epres Attila                 | Christopher Nolan (3.) |
| 2012 | Fékezhetetlen                       | Lawless                                       | Floyd Banner                      | Epres Attila                 | John Hillcoat          |
| 2013 | Paranoia                            | Paranoia                                      | Nicolas Wyatt                     | Epres Attila                 | Robert Luketic         |
| 2014 | Robotzsaru                          | RoboCop                                       | Dr. Dennett Norton                | Epres Attila                 | José Padilha           |
| 2014 | A majmok bolygója: Forradalom       | Dawn of the Planet of the Apes                | Gene Dentler                      | Epres Attila                 | Matt Reeves            |
| 2015 | A 44. gyermek                       | Child 44                                      | Nesterov tábornok                 | Epres Attila                 | Daniel Espinosa        |
| 2016 | Egy katona élete                    | Man Down                                      | Peyton kapitány                   | Epres Attila                 | Dito Montiel           |
| 2016 | Beépített tudat                     | Criminal                                      | Quaker Wells                      | Széles Tamás                 | Ariel Vromen           |
| 2017 | Közöttünk az űr                     | The Space Between Us                          | Nathaniel Shepherd                | Háda János                   | Peter Chelsom          |
| 2017 | Sokkal több mint testőr             | The Hitman's Bodyguard                        | Vladislav Dukhovich               | Epres Attila                 | Patrick Hughes         |
| 2017 | A legsötétebb óra                   | Darkest Hour                                  | Winston Churchill                 | Harsányi Gábor               | Joe Wright (1.)        |
| 2018 | Tau                                 | Tau                                           | Tau                               |                              | Federico D'Alessandro  |
| 2018 | A Hunter Killer küldetés            | Hunter Killer                                 | Charles Donnegan admirális        | Epres Attila                 | Donovan Marsh          |
| 2019 |                                     | Killers Anonymous                             | Férfi                             |                              | Martin Owen            |
| 2019 | Mary                                | Mary                                          | David                             | Epres Attila                 | Michael Goi            |
| 2019 | Pénzmosó                            | The Laundromat                                | Jürgen Mossack                    | Sztarenki Pál                | Steven Soderbergh      |
| 2019 | A futár                             | The Courier                                   | Ezekiel Mannings                  | Rosta Sándor                 | Zackary Adler          |
| 2020 | Mank                                | Mank                                          | Herman J. Mankiewicz              | Epres Attila                 | David Fincher          |
| 2021 | Nő az ablakban                      | The Woman in the Window                       | Alistair Russell                  | Sztarenki Pál                | Joe Wright (2.)        |
| 2021 | Válság                              | Crisis                                        | Dr. Tyrone Brower                 | Máté Gábor                   | Nicholas Jarecki       |
| 2023 | Oppenheimer                         | Oppenheimer                                   | Harry S. Truman                   | Epres Attila                 | Christopher Nolan (4.) |
| 2024 | Parthenopé – Nápoly szépe           | Parthenope                                    | John Cheever                      |                              | Paolo Sorrentino       |

### Televízió
| Év        | Magyar cím                                         | Eredeti cím                                       | Szerep                        | Megjegyzések                               |
| --------- | -------------------------------------------------- | ------------------------------------------------- | ----------------------------- | ------------------------------------------ |
| 1983      | Időközben                                          | Meantime                                          | Coxy                          | tévéfilm                                   |
| 1984      |                                                    | Dramarama                                         | Ben                           | 1 epizód                                   |
| 1984      |                                                    | Morgan's Boy                                      | Colin                         | 4 epizód                                   |
| 1985      |                                                    | Summer Season                                     | Gary                          | 1 epizód                                   |
| 1986–1991 |                                                    | Screen Two                                        | Derek Bates / Bex / Ian Tyson | 3 epizód                                   |
| 1989      |                                                    | Knots Landing                                     | Don Ross                      | 1 epizód                                   |
| 1993      | Bukott angyalok                                    | Fallen Angels                                     | Pat Keiley                    | 1 epizód                                   |
| 1999      |                                                    | Tracey Takes On...                                | fodrász                       | 1 epizód                                   |
| 1999      | Jézus                                              | Jesus                                             | Pontius Pilatus               | - tévéfilm - magyar hangja: - László Zsolt |
| 2001      | Jóbarátok                                          | Friends                                           | Richard Crosby                | 1 epizód                                   |
| 2002      |                                                    | Greg the Bunny                                    | önmaga                        | 1 epizód                                   |
| 2022      | Harry Potter 20. évforduló – Visszatérés Roxfortba | Harry Potter 20th Anniversary: Return to Hogwarts | önmaga                        | HBO Max különkiadás                        |
| 2022–     | Utolsó befutók                                     | Slow Horses                                       | Jackson Lamb                  | főszereplő                                 |

### Videójátékok
- 1993: Bram Stoker's Dracula – Drakula gróf
- 1998: The Fifth Element – Jean-Baptiste Emmanuel Zorg
- 2003: True Crime: Streets of LA – Rasputin "Rocky" Kuznetskov / Masterson ügynök
- 2003: Medal of Honor: Allied Assault – Jack Barnes őrmester
- 2006: The Legend of Spyro: A New Beginning – Ignitus
- 2007: The Legend of Spyro: The Eternal Night – Ignitus
- 2008: The Legend of Spyro: Dawn of the Dragon – Ignitus
- 2008: Call of Duty: World at War – Reznov őrmester[10]
- 2010: Call of Duty: Black Ops – Viktor Reznov kapitány / Dr. Daniel Clarke
- 2014: Professor Layton vs. Phoenix Wright: Ace Attorney – mesélő

## Fontosabb díjak és jelölések
- BAFTA-díj
  - 1988 jelölés: Legjobb férfi alakítás (Hegyezd a füled!)
  - 1998: Legjobb eredeti forgatókönyv (Éhkoppon)
  - 1998: Legjobb brit film (Éhkoppon)
  - 2012 jelölés: Legjobb férfi alakítás (Suszter, szabó, baka, kém)
  - 2018: Legjobb férfi főszereplő (A legsötétebb óra)
  - 2023: Legjobb férfi főszereplő (televízió) (Utolsó befutók)
  - 2025: Legjobb férfi főszereplő (televízió) (Utolsó befutók)
- Arany Málna díj
  - 1996 jelölés: legrosszabb páros (A skarlát betű)
- Golden Globe-díj
  - 2018: legjobb drámai színész (A legsötétebb óra)
  - 2021 jelölés: legjobb drámai színész (Mank)
  - 2024 jelölés: legjobb férfi főszereplő (drámasorozat) (Utolsó befutók)
  - 2025 jelölés: legjobb férfi főszereplő (drámasorozat) (Utolsó befutók)
- Primetime Emmy-díj
  - 2001 jelölés: legjobb vendégszínész (vígjátéksorozat) (Jóbarátok)
  - 2024 jelölés: legjobb férfi főszereplő (drámasorozat) (Utolsó befutók)
  - 2025 jelölés: legjobb férfi főszereplő (drámasorozat) (Utolsó befutók)
- Oscar-díj
  - 2012 jelölés: legjobb férfi főszereplő (Suszter, szabó, baka, kém)
  - 2018: legjobb férfi főszereplő (A legsötétebb óra)
  - 2021 jelölés: legjobb férfi főszereplő (Mank)

## Érdekességek
- Lon Chaney óta az egyetlen színész, akit „az ezerarcúként” emlegetnek, mivel bármilyen karaktert képes eljátszani.
- A Henry és June az egyetlen film, amelyben Maurice Escargot néven szerepelt.
- Ő játszotta az ördögöt a Guns N’ Roses 'Since I Don't Have You' dalának videójában.
- A Rosencrantz és Guildenstern halott DVD-kiadása a 47. születésnapján jelent meg.
- A Doktor zsiványok (1999) című film egyik vezető producere volt.